# ایکینجی اودول‌لو
ایکینجی اودول‌لو (به لاتین: İkinci Udullu) یک منطقه مسکونی در جمهوری آذربایجان است که در شهرستان حاجی‌قبول واقع شده است. ایکینجی اودول‌لو ۱۲۹۵ نفر جمعیت دارد.